# Zapolje (Chorwacja)
Zapolje – wieś w Chorwacji, w żupanii brodzko-posawskiej, w gminie Rešetari. W 2011 roku liczyła 399 mieszkańców.